# چلیس گلندینینگ
چِلیس گِلِندینینگ نویسنده و کنشگر اهل آمریکا است. او در مفهوم بوم‌روان‌شناسی به‌عنوان پیشگام شناخته شده است — این عقیده که محیط زیست‌گرایی ترویج سلامتی است. او یک فعال تغییر اجتماعی با تأکید بر فمینیسم، منطقه‌گرایی‌زیستی (زیستگاه‌گرایی) و حقوق بومی است. او فرهنگ‌های انسانی را که زمینی و محدود به مناطق زیستی باشد، ترویج می‌کندو از منتقدان استفاده از فناوری است.

## حرفه
در سال ۲۰۰۷، اپرا عامیانه دو زبانه گِلندینینگ «از این طرف به طرف دیگر» (De Un Lado Al Otro) در تئاتر لنزک در سانتافه، نیومکزیکو معرفی شد.
گِلندینینگ در سال ۱۹۶۹ از دانشگاه کالیفرنیا، برکلی در علوم اجتماعی فارغ‌التحصیل شد.
مقالات وی در مجموعه لابدی دانشگاه میشیگان قرار دارد.

## کتاب‌ها

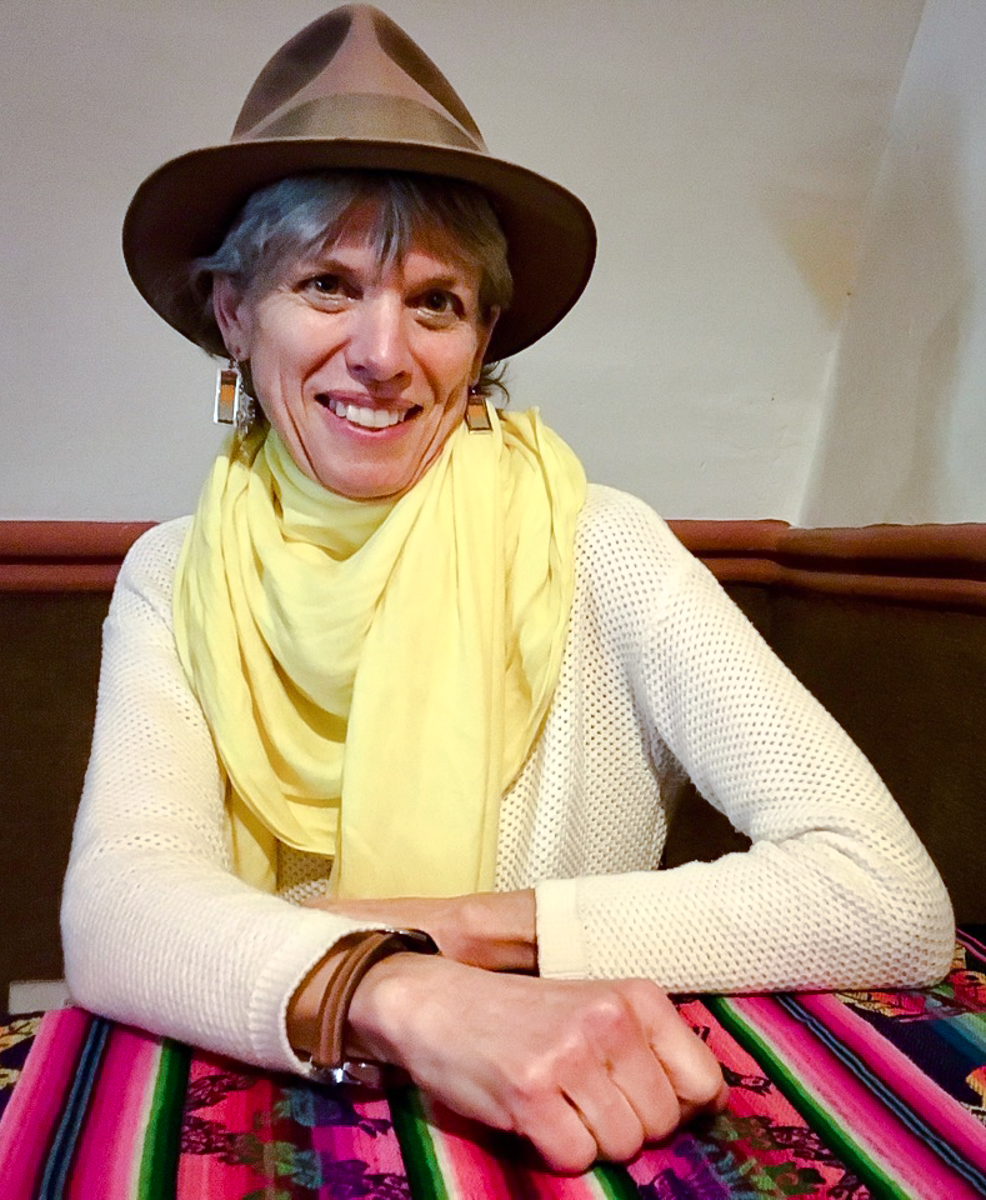
چلیس گلندینینگ در بولیوی حدوداً. ۲۰۱۶

- بیدار شدن در عصر هسته‌ای. ویلیام مورو، ۱۹۸۷
- وقتی فناوری مجروح می‌کند. نیویورک: ویلیام مورو، ۱۹۹۰.
- نام من چلیس است و درحال بازیابی از تمدن غربی هستم. گابریولا قبل از میلاد کانادا: ناشران جامعه جدید / کاتالیزور جدید / کلاسیک‌های پایداری، ۲۰۰۷؛ و بوستون: انتشارات شامبهالا، ۱۹۹۴.
- خارج از نقشه: یک سفر اکتشافی عمیق به امپراتوری و اقتصاد جهانی، ناشران جامعه جدید، ۲۰۰۲؛ و خارج از نقشه: یک اکسپدیشن عمیق به امپریالیسم، اقتصاد جهانی و سایر مکانهای زمینی ، انتشارات شامبهالا، ۱۹۹۹.
- یک نقشه: از مسیر قدیمی کانکتیکات تا دره ریو گراند و همه معنی در بین. Great Barrington MA: EF Schumacher Society، ۱۹۹۹.
- چیوا: دهکده‌ای تجارت جهانی هروئین را به عهده دارد. ناشران جامعه جدید، ۲۰۰۵.